# Fiume Gianh
Il fiume Gianh (sông Gianh in vietnamita) è un fiume della provincia di Quang Binh nel Vietnam centro-settentrionale. Il fiume scorre per una lunghezza di 268 chilometri prima di sfociare nel Mar Cinese Meridionale.
Il fiume servì come confine tra i territori delle famiglie al potere durante la spartizione del Vietnam avvenuta in seguito alla guerra di Trịnh-Nguyễn nel XVII secolo permettendo di dividere efficacemente il Paese tra le regioni settentrionali e meridionali. Il diciassettesimo parallelo utilizzato come confine tra il Vietnam del Nord e il Vietnam del Sud dal 1954 al 1975 si trovava appena a sud di questo fiume, sul fiume Bến Hải nella provincia di Quang Tri.
Il 25 gennaio 2009 è stato teatro di un incidente fluviale che coinvolse un battello e che causò la morte di 40 persone mentre altre 5 furono date per disperse.